# Monica Krog-Meyer
Monica Krog-Meyer (født 13. august 1950) er mest kendt som dansk radiovært. Hun har været ansat ved forskellige radiostationer i perioden fra 1977 til 2016, hvor hun gik på pension 22. oktober.

## Uddannelse og karriere
Monica Krog-Meyer fik studentereksamen fra Kildegård Gymnasium i 1969 og studerede fransk på Københavns Universitet i perioden 1971-1982.
Hun blev ansat som studenterhjælper i DR's Undervisningsafdeling i 1974 til renskrivning af franskundervisningsserien i radio og tv, Pierre et Colette. Hun havde en mindre rolle i tv-delen som den danske pige Lise. I 1975 opholdt hun sig på studielegat i Paris og hjalp til med rekvisitjagt til serien.
Hun blev ansat i studenterjob som speaker i 1976 af Jørn Hjorting. Samme år fik hun sin radiodebut. I 1977 var hun ansat på kvart tid på tjenestemandslignende vilkår som speaker og resten af tiden som freelance i Underholdningsafdelingen Radio. I 1982 var hun fastansat i UHA-R. Hun har været vært i en lang række radioprogrammer Fredagsåbent, Natradio, diverse ønskeprogrammer, 2 mellem 4 og 6, Radio Rita, Go'Danmark, Strax osv.
Det er også blevet til en række reportageprogrammer fra Frankrig, ved præsidentvalg, parlamentsvalg og musikfestivalen Printemps de Bourges.
I 1997 blev hun ansat i Radio 2, derefter var hun præsentationsvært i DR2 i 1998 og 1999-2000. Hun var vært i TV-udsendelser Monicas Musikkrog i 1999 og samtidig pressechef for Langelandsfestivalen det år. Hun var i 2001 på Radio Guld FM, som vært i "Monicas Guld", der blev sendt til både Aalborg, Viborg og Ringkøbing. I 2002 vendte Monica tilbage til DR, som vært i Københavns Radio i eftermiddags-programmet Metropol, senere "P4Eftermiddag" til Hovedstadsområdet. I 2010 blev hun ved Prix Radio tildelt Årets hæderspris. Fra 2010 var hun sammen med Dennis Johannesson vært på det landsdækkende P4-program "Så har vi balladen", og fra 2013 - 2015 "Mig og Monica" sammen med samme.
Hun har været klummeskriver i Ekstra Bladet og Aktuelt i 90'erne, samt redaktør og medforfatter til debatbogen om pornoficeringen af vores liv Patter, Pik og Penge (Rosinante 2002). I 2010 udkom bogen om den nye alder mellem voksen og gammel "Plus-alderen – vi bliver jo bare ved!" (People'sPress), som hun desuden har lavet foredrag på baggrund af.
Hun har desuden oversat bøger, indtalt lydbøger og holdt foredrag om sit liv i mediebranchen.
Efter sin pension Fra DR har hun arbejdet for mediet POV International., hvor hun er sprogredaktør.